# As the Poets Affirm
As the Poets Affirm fue una banda de rock independiente canadiense formada en 2001 en Ottawa, Ontario. La banda comenzó como un proyecto acústico de tres piezas, y más tarde se convirtió en una formación de siete miembros experimentando con jazz, música clásica y electrónica.

## Historia
El álbum de noviembre de 2004, The Jaws that Bite, The Claws that Catch, llegó a los primeros cinco lugares, en la lista de radios del campus nacional de Canadá, en febrero de 2005. La banda también ha sido transmitida por CBC Radio 3 y Brave New Waves.
El grupo tocó junto a muchas bandas canadienses como The Dears, Destroyer, Apóstol of Hustle, Sunset Rubdown, Elliott Brood, P: ano y Rock Plaza Central. Otros actos con los que jugaron incluyen The Dirty Projectors, City and Color y Grizzly Bear (banda).
Como The Poets Affirm se disolvió en 2007 después de un verano tocando Ottawa's Bluesfest, y grabando un álbum final en Little Bullhorn Studios, que aún no se ha lanzado oficialmente. La mitad de la formación final de la banda ahora está en la banda videotape.
El catálogo completo de la banda está disponible a través de Zunior, un sello discográfico en línea dirigido por Dave Ullrich de The Inbreds.

## Álbum de estudio
- I Want to Tell My Heart to You, But I Cannot Say English  (enero de 2004)
- The Jaws that Bite, The Claws that Catch  (noviembre de 2004)
- Awake  (noviembre de 2006)

## Miembros
- Gary Udle - Guitarra eléctrica y acústica, voz
- Nathan Gara - Batería
- Ryan Patterson - Guitarra eléctrica, trompeta de bolsillo , voz
- Adam Saikaley - Teclado, Órgano, voz
- Alex Cairncross - Bajo, voz
- Cindy Olberg - Violonchelo

### Exmiembros
- Kina De Grasse Forney
- Ben Belanger
- Ryan Griffin
- Renee Leduc

- Datos: Q4803081